# Bud Tingelstad
Bud Tingelstad,  ameriški dirkač Formule 1, * 4. april 1928, Frazee, Minnesota, ZDA † 30. julij, 1981, Indianapolis, Indiana, ZDA.
Bud Tingelstad je pokojni ameriški dirkač Formule 1, ki je med letoma 1960 in 1971 sodeloval na ameriški dirki Indianapolis 500, ki je med letoma 1950 in 1960 štela tudi za prvenstvo Formule 1. Na dirki leta 1960 je zasedel deveto mesto. Umrl je leta 1981.